# Wilhelm von Bezold
Johann Friedrich Wilhelm von Bezold, född 21 juni 1837 i München, död 17 februari 1907 i Berlin, var en tysk meteorolog och fysiker, farbror till Friedrich von Bezold och kusin till Albert von Bezold.
von Bezold blev 1868 professor i München och 1885 föreståndare för Preussische Meteorologische Institut i Berlin, och professor vid universitetet där. 
Mest betydelsefulla har von Bezolds arbeten över termodynamikens tillämpning på atmosfären varit. 
Bland hans skrifter märks Gesammelte Abhandlingen aus den Gebieten der Meteorologie und des Erdmagnetismus (1906).
Han var också verksam som färgteoretiker och har givit namn åt Bezold-effekten, en visuell effekt som uppstår när färger ses tillsammans i småskaliga mönster, och åt Bezold-Brückes fenomen som innebär att kulörtonen hos ljusstrålning uppfattas olika beroende på strålningens intensitet.